# Juan Ramón López Caro
Juan Ramón López Caro, conhecido como Lopez Caro (Lebrija, 23 de Março de 1963), é um técnico de futebol espanhol. Atua atualmente pelo Celta de Vigo da Espanha. Já atuou no Real Madrid da Espanha.

## Carreira
López Caro chegou ao Real Madrid em 2001, para assumir o comando do Real Madrid B, ganhando uma certa reputação depois de levantar a equipe B de volta para a Segunda divisão. na temporada 2005-06, foi alçado a ser treinador da equipe A, substituindo Vanderlei Luxemburgo. antes disso, ele havia trabalhado no Mallorca e ficou no banco de reservas durante a breve prazo na Taça Intertoto em 2000.
Em 27 de Maio de 2006, foi anunciado que iria assumir o Racing Santander, mas ele acertou meses depois com o Levante. ainda assumiu o Celta de Vigo e 
a Seleção Espanhola Sub-21, estando depois no romeno Vaslui. tornando-se o melhor treinador pago na história da Liga romena. Entretanto após maus resultados, ele foi demitido com uma rescisão mútua de U$ 1 milhão. Em janeiro de 2012, esteve como assistente de Frank Rijkaard, na Arábia Saudita e mais tarde, assumindo a seleção.